# Asphodelus macrocarpus
Asphodelus macrocarpus  es una especie de planta herbácea perenne nativa de la región mediterránea. 

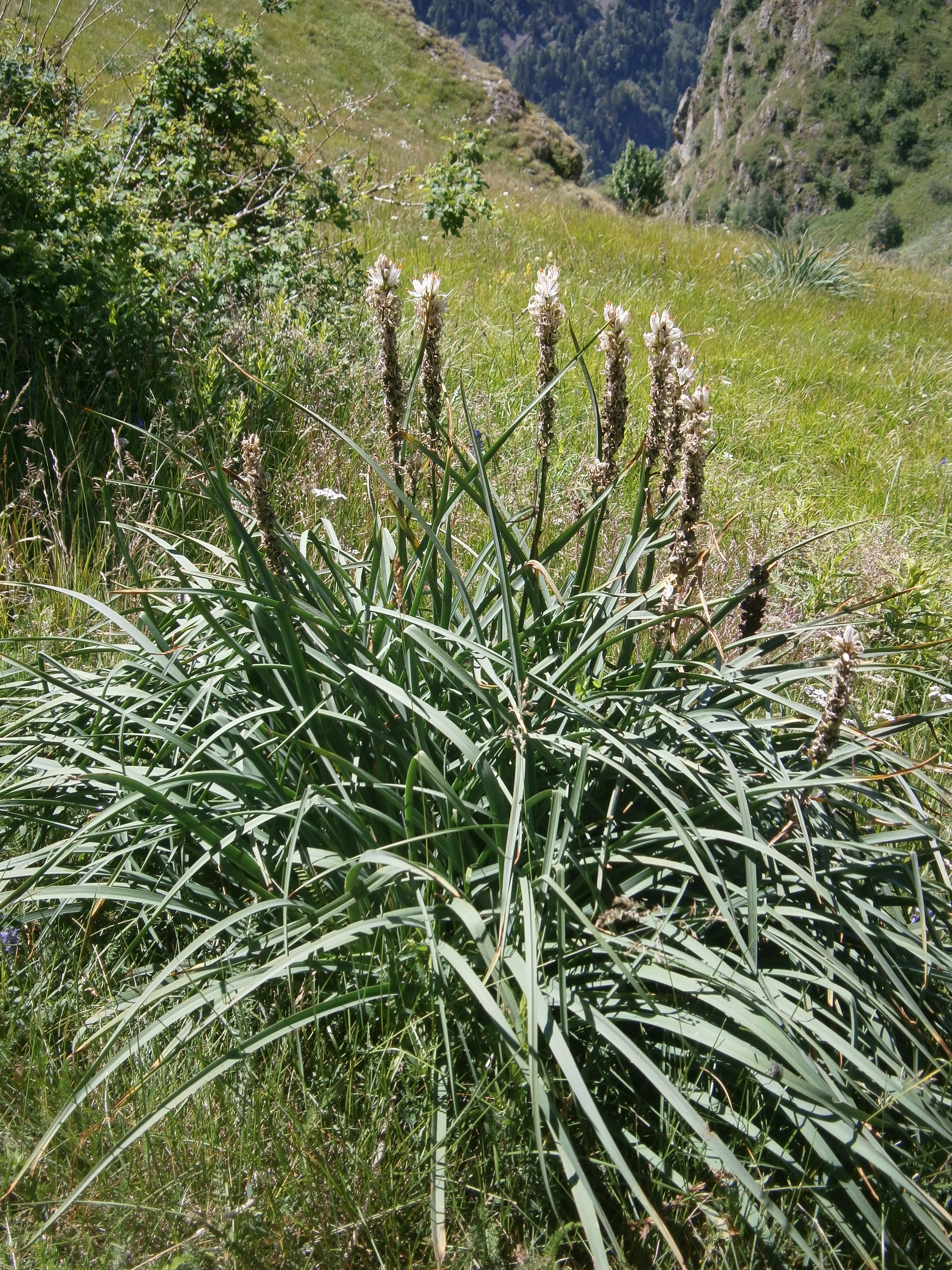
Vista de la planta

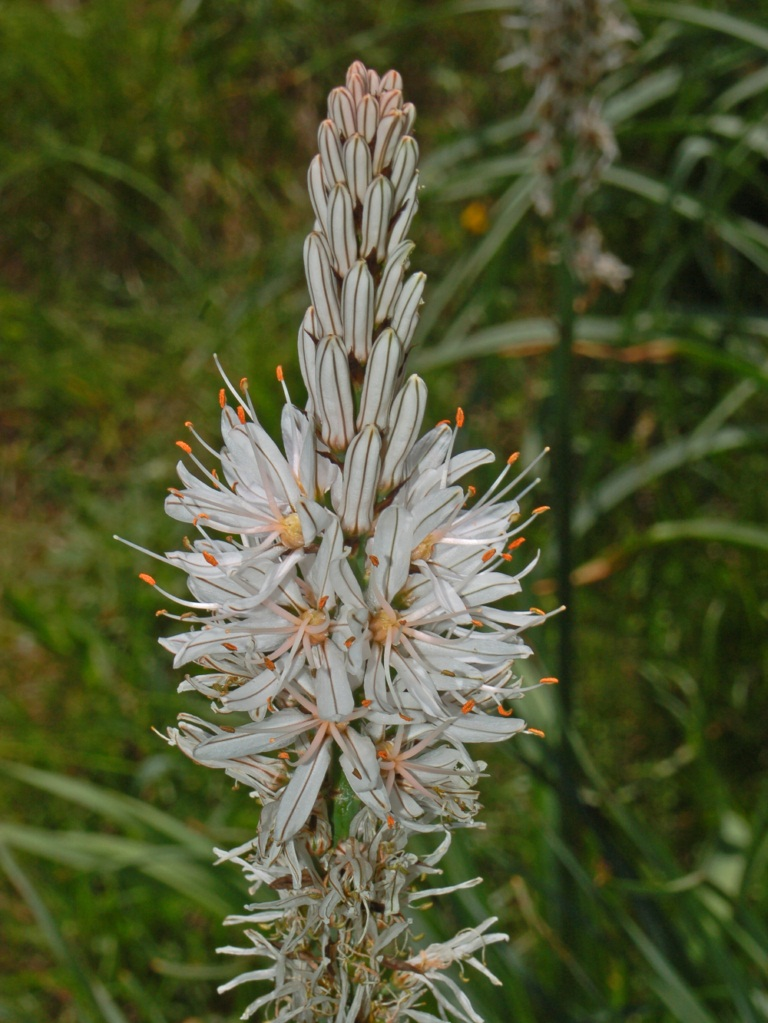
Inflorescencia

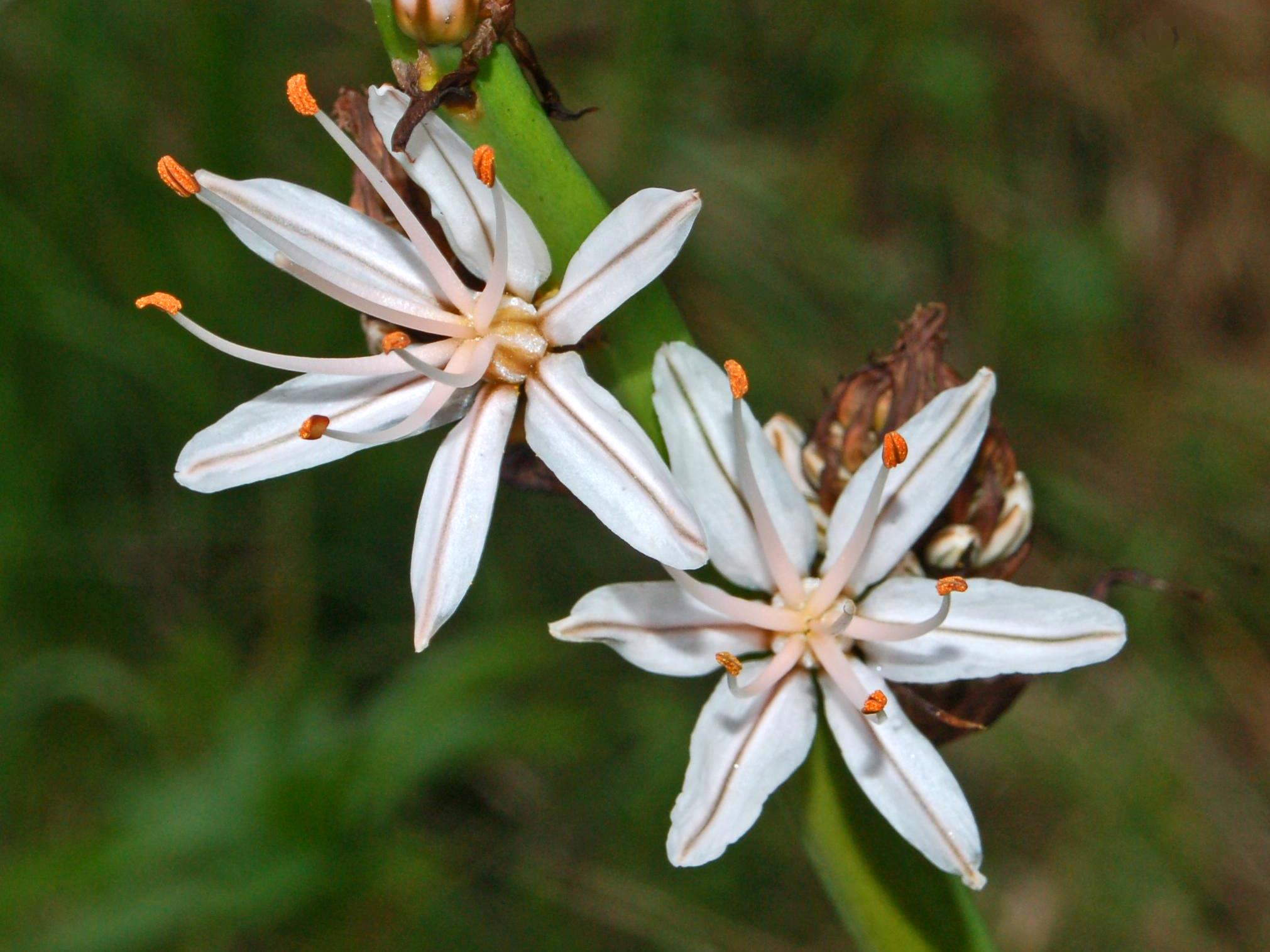
Flores

## Descripción
Planta perenne, glabra, que alcanza un tamaño de 6-12 dm de altura; rizomas agrandados y alargados; erecta; afila, simple cilíndrica; hojas basales en forma de cinta, ancho de 2-4 cm y de largo hasta 60 a 70 cm, fácilmente doblada por la mitad; la inflorescencia es un racimo apical grueso y alargado, cilíndrico, la base con algunos toques de ramitas; flores (4 cm de diámetro), con  tépalos en forma de espátula lineal, de color blanco con nervio central verde. Florece de mayo a junio.

## Hábitat
Se encuentra en pastos y barrancos a una altitud de 700-1800 m. Es generalizada en las principales cadenas de montañas, pero es rara.

## Taxonomía
Asphodelus macrocarpus fue descrita por Filippo Parlatore y publicado en Flora Italica 2: 604. 1857.
Etimología
Asphodelus: nombre genérico que deriva del griego antiguo ἀσφόδελος, de etimología desconocida
En la Grecia Antigua el asfódelo se relaciona con los muertos. Homero afirma que en el Hades o mundo subterráneo estaban los Prados Asfódelos (ἀσφόδελος λειμών), adonde iban los muertos que no merecían premio ni castigo. Con frecuencia se relaciona el asfódelo con Perséfone, que aparece coronada con una guirnalda de esta planta. 
macrocarpus: epíteto latíno que significa "con fruta grande".
Variedad aceptada
- Asphodelus macrocarpus var. arrondeaui (J.Lloyd) Z.Díaz & Valdés

Sinonimia
- Asphodelus albus var. villarsii (Verl. ex Jord.) Rouy
- Asphodelus albus subsp. villarsii (Verl. ex Jord.) I.Richardson & Smythies
- Asphodelus ambigens Jord.
- Asphodelus cerasiferus subsp. villarsii (Verl. ex Jord.) K.Richt.
- Asphodelus collinus Jord. & Fourr.
- Asphodelus macrocarpus subsp. macrocarpus
- Asphodelus ozanonii Jord.
- Asphodelus ramosus subsp. villarsii (Verl. ex Jord.) Nyman
- Asphodelus spicatus Desf. ex Baker
- Asphodelus villarsii Verl. ex Jord.[4]

## Nombre comunes
- Castellano: gamona, gamones, gamón (2), vara de San José, varita de San José.(el número entre paréntesis indica las especies que tienen el mismo nombre en España)[5]